# Учіха Саске
Саске Учіха (яп. うちは サスケ)— один із головних персонажів манґи- та аніме-серіалу «Наруто». Він — колишній член команди № 7, яка на час його перебування складалася з нього, Сакури Харуно, Наруто Узумакі та Какаші Хатаке. 
Після того, як його старший брат знищив майже весь свій клан, Саске поставив собі за мету вбити його, заради чого намагався стати сильнішим будь якою ціною. Однак правда, що розкрилася після помсти, відкрила події минулого зовсім з іншого боку. Незважаючи на те, що він виявляє дружні почуття до своїх товаришів Наруто і Сакури, почуття слабкості змушує Саске відмовитися від друзів і свого дому та вирушити на пошуки Орочімару, щоб стати сильнішим.  Саске з'являється в декількох анімаційних художніх фільмах, у тому числі у відеоіграх, OVA, а також у фільмі «Boruto: Naruto the Movie» (2015) та його продовженні, аніме-серіалі «Boruto: Naruto Next Generations» (2016), в яких він виконує роль захисника свого селища, і наставника сина Наруто, Боруто Узумакі.

## Характер
Саске Учіха — таємничий та серйозний хлопець. Трагедія дитинства назавжди змінила його. Надзвичайно рідко можна побачити Саске посміхаючись, він намагається не показувати свої почуття. Однак насправді Саске хвилюється за своїх друзів, просто не показує цього. Саске дуже самостійний, рішучий і впевнений. Його мета — вбити брата, тому Саске завжди запитує себе, чи він достатньо сильний, щоби подолати його. Саме ця мета і є рушійною силою для Саске, через неї він завжди змагається з найкращими і хоче перевірити, чи він кращий за них. Почуття які він приховує також е холодними намрами справжнього вбивці.

## Сюжет

### Дитинство

Саске в дитинстві

Незважаючи на величезний потенціал, який демонстрував Саске, він виріс у тіні свого старшого брата. Ітачі став справжнім генієм у використанні технік ніндзя — закінчивши у 7 років Академію ніндзя з максимальними балами, навчившись користуватися спадковою силою клану Учіха шаринґаном, Ітачі вже у 10 років став тюніном, а у 13 лідером однієї з команд АНБУ. Через неймовірні здібності весь клан зосередив свою увагу саме на Ітачі, покладаючи на нього надії щодо зміцнення підірваних останнім часом взаємин між кланом та іншими жителями Конохи. Батько братів і лідер клану, Фуґаку, покладав усі свої надії на первістка, приділяючи дедалі менше уваги Саске. Ітачі був єдиним, хто визнавав великі здібності молодшого брата, проте сам часто відмовлявся допомагати у тренуваннях. Навіть після вступу до Академії ніндзя, Саске не зміг позбутися становища «другого після Ітачі», хоч і був у своєму класі найкращим у будь-якій галузі.  Фуґаку продовжував порівнювати його зі старшим сином, не роблячи жодних позитивних похвал щодо його індивідуальних рис характеру.
Після звинувачення Ітачі у вбивстві кращого друга, відносини між ним та іншими членами клану, у тому числі з батьком, стали дедалі погіршуватися. Його поведінка ставала дедалі дивнішою, здавалося, що він почав віддалятися від клану. Розчарувавшись у старшому синові, Фуґаку нарешті став приділяти більше уваги молодшому. Саме тоді він навчив Саске однією з найзнаменитіших технік клану — дзюцу «Стихія вогню: Вогненна куля». Перша його спроба оволодіння цією технікою виявилася провальною, проте Саске всього за кілька днів зміг їй навчитися, продемонструвавши вміння батькові.
Незабаром сталася трагедія. Саске, який пізно повернувся із занять в Академії ніндзя, виявив, що всі члени клану Учіха мертві. Зайшовши до батьківського дому, він побачив Ітачі, що стоїть над тілами батька і матері. Саске спочатку не міг повірити, що його рідний брат міг це зробити, проте правда була жорстокою. Виходячи, Ітачі сказав молодшому братові, чому залишив того в живих — він хотів зустрітися з ним віч-на-віч знову, коли Саске стане сильніше, щоб, як і у випадку зі знищенням клану, «просто випробувати себе». З того часу у Саске з'явилася єдина мета в житті — помститися за свій клан і вбити брата.

### Команда №7

Команда № 7. Зліва направо: Саске Учіха, Сакура Харуно,Наруто Узумакі та їхній сенсей Какаші Хатаке

Закінчивши Академію Ніндзя із найвищим результатом, Саске був направлений у команду № 7, що складалася з нього , Наруто Узумакі та Сакури Харуно. Спершу Саске не хотів бути членом цієї команди через велику неприязнь до Наруто і шалені почуття, які Сакура відчувала до нього. Тому перші місії, які проходили в команді, не мали злагоди і командного духу. Однак, під час тесту з дзвіночками, який Какаші провів з учнями, Саске проявляє велику відданість напарникам і завдяки його вчинку команда № 7 починає тренування з Какаші.
Під час першої серйозної місії у Країні Хвиль Саске підставляє власне тіло під удар Хаку. Таким чином, він рятує друга від смертельної атаки. Останніми словами Саске закликає Наруто не дозволити його мрії загинути.
Наруто, схвильований смертю друга, лютує і випускає Дев'ятихвостого Лиса. Згодом виявляється, що Саске не загинув. З того моменту Наруто і Саске стали найкращими друзями.
Під час Екзамену для підвищення у званні до рівня Чунін Саске доводиться зустрітися у бою з неймовірно сильним противником — Орочімару. І коли вже Саске от-от мав перемогти, застосувавши свої найсильніші техніки, Орочімару показує свій істинний облік. Він кусає Саске, поставивши на Саске тавро Проклятої Мітки. Цей момент назавжди міняє життя Саске.
Саске вижив. Прокинувшись у Лісі Смерті, він відчуває величезний прилив сил, що дані Проклятою Міткою. Він з легкістю перемагає ніндзя Селища Звуку, що атакували його команду. Перед тим, як вбити одного з них, Сакура зупиняє Саске, таким чином Саске відсилає Прокляту Мітку назад, що робить його тіло ослабленим.
Під час ІІ туру Екзамену Саске зустрічається в поєдинку з Йорой Акадо. Саске перемагає, однак йому постійно заважає Проклята Мітка. Після поєдинку Какаші частково її запечатує.
У ІІІ турі Саске доводиться зустрітися з Ґаара- найсильнішим Ґеніном Селища Піску. Навчений нової техніки («Чідорі»), Саске сильно атакує свого супротивника. Однак саме під час цього матчу Орочімару атакує Коноху. Темарі і Канкуро забирають Ґаара. Саске продовжує їх переслідувати, однак Ґаара починає трансформуватися у Демона Шикаку. На щастя, саме вчасно на допомогу Саске приходять Наруто і Сакура. Їм вдається перемогти Ґаара.

### Саске залишає Коноху
Незадовго після цього в Коноху прибуває брат Саске — Ітачі зі своїм напарником Кісаме. Дізнавшись про появу ненависного брата, Саске лютує. Він кидається йому назустріч, але йому бракне сил перемогти Ітачі. Натомість, поразка прозводить до того, що Саске знову замикається в собі, починає люто ненавидіти Наруто, який сильно прогресував як ніндзя. Здобутки Наруто проводять Саске до думки, що він сам не навчився нічого.
Через деякий час, повернувшись із місії, Саске не стримується. Він відкрито заявляє Наруто про бажання зустрітися з ним у поєдинку. У самий пік битви втручається Какаші, він роз'єднує супротивників. Саске розлючений, він йде геть. Какаші слідує за ним, каже йому забути про помсту. Саске заявляє, що помста- єдине, що тримає його у житті. Какаші покидає Саске, залишивши подумати, що значать Наруто і Сакура в його житті.
Та у цей момент на Саске напають ніндзя Селища Звуку, послані Орочімару для того, щоб переманити Саске на його бік. Ворожі ніндзя демонструють Саске свої Прокляті Мітки, і Саске вирішує йти з ними до Орочімару. Таким чином він хоче дістати достатньо сили, щоби перемогти свого брата.
Дорогою до виходу із селища Саске зупиняє Сакура, яка зрозуміла наміри хлопця. Навіть її благання і освідчення в коханні не змогли переконати Саске відмовитись від помсти. Завдавши Сакурі удар в потилицю, Саске дякує їй за все і покидає Коноху.
Четвірці Звуку вдається перевести Прокляту Мітку Саске на Другий Рівень. Саме в цей момент прибуває команда Конохи. Ніндзя Листя перемагають Четвірку Звуку, однак найголовніший бій між Саске і Наруто програний. Саске, використавши силу Проклятої Мітки, подолав Наруто навіть у формі Демона Лиса.
Однак вбити непритомного найкращого друга Саске не зміг. Покинувши селище, Саске не чинить так, як би хотів його брат. Він вирішує слідувати власному шляху.

## Друга частина

Саске в другій частині

### Нова зустріч
У ІІ частині Саске з'являється в 300 главі. Його особистість залишилася практично незмінною. Навчаючись у Орочімару, Саске досягнув неймовірного рівня, став достатньо сильним навіть для Ітачі.
В аніме показано Саске у І серії ІІ частини. Він проявляє зміну ставлення до Наруто і Сакури. Вперше зіткнувшись із Саєм, Саске майже ним не цікавиться, більше уваги проділяючи Орочімару.
Водночас, Саске — єдиний зі всіх, хто відноситься до Орочімару зневажливо. На відміну від Кабуто, що зве Орочімару володарем (Орочімару-сама), Саске звертається без будь-якого суфікса.

### Повстання проти Орочімару
Через деякий час тіло Орочімару починає відділятися, використовуючи потрібний момент, Саске атакує його. Спершу Орочімару трансформується у гігантську змію, однак Саске вдається перемогти її силою ІІ рівня Проклятої Мітки. Згодом Орочімару проводить ритуал переселення душі у тіло Саске, однак тому вдається зупинити її завдяки власному Шарінґану. Таким чином, Саске перемагає Орочімару.
Його сила зросла до такого рівня, що він здатен перемогти тисячу воїнів. Після вбивства Орочімару Саске формує команду під назвою «Змія», яка допомагатиме йому у пошуках Ітачі. Команда складається із Саске, Суйґетсу, Джуґо та кунойічі Карін.
Кожен новий член команди володіє якоюсь певною особливою силою, що і привернуло увагу Саске. Ця команда допомагає Саске у його подальших боях, і з нею Саске нарешті досягає мети — знаходить Ітачі.

### Саске та Ітачі

Саске з Ітачі

Через деякия час Саске зустрічається у поєдинку з Дейдарою. Під час битви цих найсильніших ніндзя Дейдара створює свій найсильніший вибух, однак Саске вдається врятуватися від нього за допомогою неймовірно складного Джутсу Заклику. Дейдара, натомість, гине.
Після цього Саске прямо йде до своєї мети. У таємному місці клану Учіха відбувається його поєдинок з Ітачі. Обидва супротивники рівні за силою, однак Саске вдається заманити Ітачі у пастку. Під час бою Ітачі розповідає Саске про справджню причину вбивства всього клану. Саске, натомість, озвучує мету свого життя — він вб'є всіх власників Манґекьо Шарінґану.
Після тривалого і запеклого бою супротивника використали всі непереможні і древні техніки клану Учіха. Коли у Саске вже не залишилося чакри, Ітачі вважав, що переміг молодшого брата. Однак завдяки останній техніці Саске і частковому звільнення Орочімару, якого він поглинув, Саске вдалося перемогти.
Поєдинок завершився смертю Ітачі. Нарешті збулася найбільша мрія Саске. Однак після бою він настільки ослаб, що впав непритомним прямісінько біля Ітачі. Після цьог його тіло забирає Тобі, член «Акацукі». У таємному місці він каже Саске, що є Мадара Учіха, засновник клану Учіха. Після розповіді про злочин Ітачі від Тобі, Саске розуміє, що насправді його брат був вимушений винищити свій клан, а залишив Саске живим, бо справді його любив. Саске змінює назву своєї команди з «Змія» на «Яструб» і приєднюється з товаришами до «Акацукі».

### Робота в «Акацукі»
Нова мета Саске — помститися старійшинам Конохи, які змусили Ітачі піти проти клану. Та спочатку він приєднується до
«Акацукі», за що Тобі обіцяє віддати йому силу Восьмихвостого. Команда «Яструб» вирушає на пошуки Хачибі (Восьмихвостого) і вступає в бій з ним. Саске використовує Манґекьо Шарінґан і нові техніки, отримані після бою з Ітачі — Цукуйомі і Аматерасу.
Хачибі трансформується у свою справжню форму — бик з восьмома щупальцями — і ранить Суйгецу. Битва була б програна, якби не чорний вогонь Аматерасу, що його активізував Саске. Але під техніку попадає і Карін та получає багато ран. Саске і Джуго забирають поранених і відносять Восьмихвостого до «Акацукі». Пізніше виявляється, що це не він, а лише трансформоване щупальце. Справжній Хачибі уникає «Акацукі».Що буде далі? 
А далі Саске отримує нове завдання проникнути в таємне місце де повинні були зібратися всі хокаге і убити Данзо!Попавши в Акацукі Саске дізнається правду від Тобі про Ітачі, що брат вирізав цілий клан по прямому наказу 3-го хокаге! Саске оголошує новий сенс свого життя помститися Коносі за будь-яку ціну!
```
 Проникнувши на зібрання Каге, Саске, Карін, Суйгецу і Джуго були помічені і почалась сутичка.
```

Саске вступив в бій з Райкаге — найсильнішим із каге. Молодому Учісі довелося використати щойно пробуджене Сусанно, адже його Шарінган не міг бачити швидкі рухи Райкаге через його стиль блискавки, яка слугувала як для захисту так і для швидкого переміщення. Райкаге хотів завдати удару по Саске який був покритий технікою сусано, та Саске використав Аматерассу, у якому він на відміну від свого брата Ітачі, вміє міняти форму та створювати і поглинати його де завгодно покривши своє Сусанно чорним полум'ям. Райкаге нанісши удар Саске, при цьому поранивши його, підпалив свою руку чорним вогнем яку і відрізав своєю технікою блискавки.
Після цього Саске просить Тобі пересадити йому очі Ітачі і отримує Вічний Мангьоко Шарінган. Після пересадки очей брата, Саске зазнає силу Вічного Мангекью Шарингану, використовуючи Сусанно і вбиваючи за допомогою Аматерасу  Широ Зетсу. Пізніше Саске знищує вхід в притулок Тобі і вирушає на поле бою. Через деякий час Саске зустрічає на своєму шляху декілька Широ Зетсу. Йому здалося дивним, що два міста, в які він заглянув були абсолютно порожніми. Він вбиває всіх Широ Зетсу, за винятком одного. Від нього він дізнається, що почалася Четверта світова війна і плани Тобі. Також він дізнається місцезнаходження Наруто і відправляється туди, щоб убити його. По дорозі він зустрічає Ітачі, якого вскресив Кабуто технікою Едо Тенсей. Саске намагається добитися пояснень від старшого брата, однак Ітачі, зайнятий важливішою справою і не бажає розмовляти з ним. Попри це Саске слідує за Ітачі і намагається зрозуміти, чому він зберіг йому життя. Ітачі пояснює це тим, що це було не тільки через любов до нього. Так як Саске був єдиним Учіха, який нічого не знав про змову, Ітачі залишив його в живих, щоб він відновив добре ім'я клану. Ітачі також зазначив, що він шкодує про шлях, який обрав Саске.
Пізніше, Ітачі вдається знайти Кабуто, знищуючи його бар'єр. Слідом за ним приходить і Саске. Кабуто в свою чергу вражений, що Ітачі вдалося пройти через такий складний бар'єр. Він каже Ітачі, що навіть якщо він уб'є його, то дія Едо Тенсей не припиниться. Також розуміючи, що він не в найкращому положенні, Кабуто намагається використовувати ненависть Саске, щоб той допоміг йому здолати Ітачі, однак той відмовляється і вирішує допомогти братові для того, щоб той поговорив з ним після бою, після чого брати вирішують зупинити Кабуто за будь-яку ціну. Під час їх битви Кабуто показує свою справжню силу. Виявилося, що в невідомий час, він знайшов легендарне святе місце Рьючідо, де і пізнав секрети Сендзюцу і навчився входити в Режим Саніна

## Техніки
Chidori (Тисяча Птахів) — це нінджутсу, створене Хатаке Какаші та пізніше скопійоване Учіха Саске за допомогою Шарінґану, яке використовується для убивства. Саске концентрує велику кількість чакри в руці і потім випускає її у вигляді електричних розрядів, тому Chidori може проникнути в будь-який предмет. Щоб покращити точність Какаші і Саске використовують Шарінґан.
- Ранг: B
- Тип: Напад
- Стихія: Блискавка

Chidori Nagashi (Потік Тисячі Птахів) — це нінджутсу - розвинута версія Chidori. Замість того, щоб концентрувати чакру в руці, Саске проводить її крізь своє тіло та навколишні предмети. Це створює захисну ауру навколо нього, яка паралізує ворогів при дотику, діючи на їхню нервову систему.
- Ранг: A
- Тип: Напад, захист
- Стихія: Блискавка

Goukakyuu no Jutsu (Техніка Великої Вогняної Кулі) — це техніка нінджутсу, яка виконується шляхом формування ручних печатей і видихання чакри, що накопичилася в грудях, у вигляді вогню. В результаті утворюється Вогняна куля. Освоєння Goukakyuu no Jutsu — перехід у доросле життя для членів клану Учіха.
- Ранг: С
- Тип: Напад
- Стихія: Вогонь

Konoha Kage Buyou (Танець Тіней Листя) — це тайджутсу використовується, щоб поставити ворога в повітрі в незручне положення. Спочатку ніндзя ударом ноги підбиває супротивника в повітря, а потім підстрибує до нього і рухається в тіні ворога. Саске скопіював цю техніку у Рок Лі і використовує її як підготовку до Shishi Rendan.
- Ранг: С
- Тип: Додаткове
- Стихія: -

Ryuuka no Jutsu (Техніка Вогняного Дракона) — це вогняне нінджутсу, яке використовують, щоб спалити ворога після того, як його обв'язали міцним дротом.
- Ранг: С
- Тип: Напад
- Стихія: Вогонь

Shishi Rendan (Левова комбінація) — це тайджутсу, створене Учіха Саске. Спочатку він використовує Konoha Kage Buyou, і потім завдає ворогові серії ударів. Останній удар ногою Саске скеровує на грудну клітку ворога і цим добиває його до землі.
- Ранг: С
- Тип: Напад
- Стихія: -